# Payne (Geòrgia)
Payne és una població dels Estats Units a l'estat de Geòrgia. Segons el cens del 2000 tenia 178 habitants.

## Demografia
Segons el cens del 2000, Payne tenia 178 habitants, 84 habitatges, i 39 famílies. La densitat de població era de 1.718,2 habitants/km².
Dels 84 habitatges en un 23,8% hi vivien nens de menys de 18 anys, en un 20,2% hi vivien parelles casades, en un 22,6% dones solteres, i en un 52,4% no eren unitats familiars. En el 47,6% dels habitatges hi vivien persones soles el 21,4% de les quals corresponia a persones de 65 anys o més que vivien soles. El nombre mitjà de persones vivint en cada habitatge era de 2,12 i el nombre mitjà de persones que vivien en cada família era de 3,1.
Per edats la població es repartia de la següent manera: un 27% tenia menys de 18 anys, un 7,9% entre 18 i 24, un 32,6% entre 25 i 44, un 14,6% de 45 a 60 i un 18% 65 anys o més.
L'edat mediana era de 35 anys. Per cada 100 dones de 18 o més anys hi havia 80,6 homes.
La renda mediana per habitatge era de 20.313 $ i la renda mediana per família de 28.333 $. Els homes tenien una renda mediana de 25.000 $ mentre que les dones 19.375 $. La renda per capita de la població era de 15.109 $. Entorn del 8,8% de les famílies i el 12,7% de la població estaven per davall del llindar de pobresa.

## Poblacions més properes
El següent diagrama mostra les poblacions més properes.